# Радзивилл, Леон (1888)
Князь Леон Владислав Николай Радзивилл (22 декабря 1888, Берлин — 8 апреля 1959, Париж) — польский аристократ, 17-й несвижский и 14-й клецкий ординат (1935—1939). Землевладелец, военный и меценат.

## Биография
Представитель польского княжеского рода Радзивиллов герба «Трубы». Младший сын князя Георга (Ежи) Фридриха Радзивилла (1860—1914), 15-го ордината Несвижского и 12-го ордината Клецкого, и Марии Розы Браницкой (1863—1941), дочери графа Владислава Михаила Браницкого.
Служил в Генеральном штабе Войска Польского. После смерти в 1935 году своего старшего брата Антония Альбрехта Леон Владислав получил большое наследство, став последним 17-м ординатом Несвижским и 14-м ординатом Клецким.
Поселившись в Несвиже, Леон Владислав Радзивилл занимался меценатством, сам неплохо рисовал. С началом в 1939 году Второй мировой войны Несвижский замок стал прибежищем для многих беженцев из Варшавы. Сразу после входа 17 сентября 1939 года в Несвиж Красной армии князь был арестован и с семьей вывезен в Москву. Одновременно началось разграбление художественных и материальных ценностей замка. Благодаря связям с итальянскими аристократами удалось обменять Леона Радзивилла на узников режима Муссолини.

## Семья и дети
29 декабря 1911 года в Санкт-Петербурге женился на баронессе Ольге де Симолин-Ветберг (6 июля 1886 — 22 августа 1948), дочери барона Александра Симолина-Ветберга и Аделы Лабинской. Их дети:
- Антоний Ежи Николай Радзивилл (8 октября 1912, Санкт-Петербург — 7 марта 1967, Лондон)
- Ежи Николай Радзивилл (20 июня 1921, Париж — 10 июня 1952, Рим), жена с 1952 года Элеана Шаландон (род. 1919).